# Lezo (Gipuzkoa)
Lezo è un comune spagnolo di 6 028 abitanti situato nella comunità autonoma dei Paesi Baschi.